# Labiobaetis tricolor
Labiobaetis tricolor is een haft uit de familie Baetidae. De wetenschappelijke naam van de soort is voor het eerst geldig gepubliceerd in 1928 door Tshernova.
De soort komt voor in het Palearctisch gebied.